# Venom - La furia di Carnage
Venom - La furia di Carnage (Venom: Let There Be Carnage) è un film del 2021 diretto da Andy Serkis.
Basato sul personaggio di Venom di Marvel Comics, è il secondo film del Sony's Spider-Man Universe (SSU) e sequel del film Venom (2018).
Nel cast Tom Hardy che interpreta Eddie Brock / Venom insieme a Michelle Williams, Naomie Harris, Reid Scott, Stephen Graham e Woody Harrelson. Nel film, Brock lotta per adattarsi alla vita come ospite del simbionte alieno Venom, mentre il serial killer Cletus Kasady (Harrelson) fugge dalla prigione dopo essere diventato l'ospite di Carnage, il caotico figlio di Venom.

## Trama
Nel 1996 un giovane Cletus Kasady osserva impotente il suo amore, Frances Barrison, venire portata via dal riformatorio di St. Estes al Ravencroft Institute. Lungo la strada, la ragazza usa i suoi poteri per tentare di fuggire e attacca il giovane agente di polizia Patrick Mulligan, ma quest'ultimo spara a Barrison in un occhio mentre lei lo ferisce gravemente ad un orecchio. All'insaputa di Mulligan che crede di averla uccisa, Barrison viene portata nella struttura, dove scienziati e specialisti sono in grado di contenere il potere devastante del suo urlo "banshee".
24 anni dopo, Mulligan, ora detective, contatta Eddie Brock per parlare con Kasady, divenuto un folle e spietato serial killer che si rifiuta di parlare con chiunque non sia Brock. Dopo la visita, Brock, grazie all'aiuto di Venom, è in grado di capire dove Kasady ha nascosto i corpi delle sue vittime, il che gli dà un enorme slancio alla carriera. Eddie, nel mentre, viene contattato dalla sua ex fidanzata Anne Weying, la quale gli dice che dovrà sposarsi con il dottor Dan Lewis, cosa che manda l'uomo in profonda depressione. Kasady, condannato all'iniezione letale, invita in seguito Eddie ad assistere alla sua esecuzione, mandandogli una lettera in cui gli rivela il suo passato e gli abusi subiti da bambino da parte della sua famiglia. Tuttavia, Kasady provoca Venom insultando Brock, cosa che spinge il simbionte ad attaccarlo; nel tentativo di liberarsi Kasady morde la mano di Brock, ingerendo una piccola parte del simbionte.
L'esecuzione di Kasady fallisce quando emerge un terrificante simbionte rosso e nero che blocca l'iniezione. Si presenta come Carnage e scatena la sua furia violenta nella prigione, liberando i detenuti e uccidendo le guardie e il direttore. Kasady e Carnage fanno quindi un accordo: Carnage aiuterà Kasady a liberare Barrison da Ravencroft e Kasady lo aiuterà a eliminare Venom poiché Carnage afferma che può esserci solo un simbionte. Mulligan chiama Eddie e lo avverte della situazione. Nel frattempo, Venom, volendo più libertà di mangiare le persone, litiga con Brock e si stacca dal suo corpo; i due vanno per strade diverse. A Ravencroft, Cletus libera Barrison e si recano al vecchio riformatorio dove sono cresciuti, ormai abbandonato, per bruciarlo.
Mulligan, sospettoso di Brock a causa delle sue interazioni con Kasady prima che emergesse Carnage, lo porta alla stazione di polizia. Brock si rifiuta di rispondere alle domande di Mulligan e contatta Anne come suo avvocato. Eddie rivela alla ragazza che Venom si è separato da lui e ha bisogno del simbionte per combattere contro Carnage. Mentre Venom si fa strada attraverso San Francisco saltando da un corpo all'altro, Anne lo trova e lo convince a perdonare Brock. Quest'ultimo fa ammenda con Venom e si lega con il simbionte e i due fuggono dalla stazione di polizia.
Kasady prende in ostaggio Mulligan e Barrison cattura Weying dopo non essere riuscita a trovare Brock. Barrison fornisce a Lewis informazioni su dove si trova Weying e questi le dà a Eddie. Kasady e Barrison progettano di sposarsi in una cattedrale in ricostruzione, dove appare Venom e combatte Carnage. Barrison apparentemente uccide Mulligan con i suoi poteri sonori. Venom lotta per sopraffare Carnage, ma scopre che lui e Kasady non sono coesi quando Carnage attacca Barrison per aver usato i suoi poteri. Nel bel mezzo dello scontro tra Eddie e Cletus questi gli dice di non essere pazzo, ma vendicativo a causa degli abusi violenti dei suoi genitori e accusa Eddie di aver omesso di proposito la pubblicazione della sua infanzia travagliata. Al culmine dello scontro successivo sulla cima del campanile, Venom provoca Barrison facendole usare di nuovo i suoi poteri; la sua esplosione sonica fa sì che entrambi i simbionti si separino dai loro ospiti e mentre la cattedrale crolla, Barrison viene apparentemente uccisa da una campana che le cade addosso.
Venom salva Brock legandosi a lui prima dell'impatto. Carnage cerca di legare di nuovo con Kasady, ma Venom mangia il simbionte, uccidendolo. Kasady afferma che voleva solo che Brock fosse un amico, ma Venom lo decapita con un morso. Mentre Brock, Venom, Weying e Lewis scappano, gli occhi di Mulligan, ancora in vita, lampeggiano di blu. Brock e Venom decidono di fare una vacanza tropicale mentre meditano sui loro prossimi passi.
Nella scena dopo i primi titoli di coda, mentre Venom racconta a Brock della conoscenza dei simbionti di altri universi, una luce accecante li trasporta dalla loro stanza d'albergo in quella di un'altra realtà a causa dell'incantesimo del Dr. Strange, dove vedono J. Jonah Jameson rivelare l'identità di Spider-Man come Peter Parker in televisione, accusandolo della morte del "supereroe" Mysterio.

## Personaggi
- Eddie Brock / Venom, interpretato da Tom Hardy: un reporter che è entrato in contatto con un simbionte alieno che gli fornisce delle abilità superumane.
- Cletus Kasady / Carnage, interpretato da Woody Harrelson: un serial killer psicopatico che diventa l'ospite del simbionte Carnage.
- Anne Weying, interpretata da Michelle Williams: avvocato ed ex-fidanzata di Eddie Brock.
- Francis Barrison / Shriek interpretata da Naomie Harris: l'interesse sentimentale di Kasady che può manipolare il suono con le sue urla.
- Dan Lewis, interpretato da Reid Scott: un dottore e fidanzato di Anne.
- Mrs. Chen, interpretata da Peggy Lu: negoziante amica di Eddie Brock.
- Patrick Mulligan, interpretato da Stephen Graham: un detective che spera di usare Brock per incastrare Kasady definitivamente.

Inoltre Sian Webber interpreta Camille Pazzo, una dottoressa del Ravencroft Institute, mentre Scroobius Pip interpreta Sigrfied, un paziente del Ravencroft, e Larry Olubamiwo appare come una guardia. Nella scena a metà dei titoli di coda appaiono J. K. Simmons nel ruolo di J. Jonah Jameson e Tom Holland nel ruolo di Peter Parker / Spider-Man.

## Promozione
Il primo trailer del film viene diffuso il 10 maggio 2021, mentre il secondo il 2 agosto dello stesso anno.

## Distribuzione
Il film, inizialmente previsto per il 2 ottobre 2020, è stato rinviato rispetto alla data iniziale a causa della pandemia di COVID-19, prima al 25 giugno 2021 poi al 17 settembre 2021, nuovamente al 24 settembre 2021 poi venne spostato al 15 ottobre 2021 e infine è stato distribuito dal 1º ottobre 2021, mentre in Italia è stato distribuito dal 14 ottobre.
Venom - La furia di Carnage è stato presentato in anteprima a Londra il 14 settembre 2021.

### Divieti
Negli Stati Uniti il film è stato vietato ai minori di 13 anni non accompagnati da adulti per la presenza di ''intense sequenze di violenza e azione, linguaggio scurrile, materiale disturbante e suggestivo”.

## Accoglienza

### Incassi
Venom - La furia di Carnage ha incassato 37,3 milioni nel suo primo giorno (inclusi 11,6 milioni dalle anteprime di giovedì sera), battendo i 10 milioni del primo film e segnando il terzo più grande totale dall'inizio della pandemia di COVID-19, dietro Black Widow (13,2 milioni) e Spider-Man: No Way Home. Nel suo weekend di apertura, il film ha debuttato con 90,1 milioni, la migliore apertura ai tempi della pandemia.
Complessivamente il film, realizzato con un budget di 110 milioni, ha incassato 213550366 $ in Nord America e 293313226 $ in altri territori, per un totale mondiale di 506863592 $, settimo maggior incasso mondiale del 2021 e terzo maggior incasso nordamericano del 2021.

### Critica
Il film ha ricevuto recensioni contrastanti dalla critica. Rotten Tomatoes riporta un punteggio di approvazione del 58% basato su 282 recensioni, con una valutazione media di 6,5 su 10. Metacritic ha assegnato al film un punteggio medio ponderato di 49 su 100, basato su 48 recensioni, indicando "recensioni contrastanti o medie".
John DeFore di The Hollywood Reporter ha scritto: "Il film sviluppa la chimica tra l'alieno titolare e l'umano che è costretto ad abitare mentre si trova all'interno dell'atmosfera terrestre. Ma la particolarità di questo legame tra amici e film è spesso soffocata da giganteschi set di CGI. Un caos che sembra esattamente come quello che si trova nei film dei buoni." Kristen Page-Kirby del Washington Post ha elogiato il film, commentando: "È veloce, è divertente e sepolta dentro c'è una storia davvero dolce sull'amicizia e l'accettazione di sé". James Mottram del South China Morning Post ha assegnato al film un punteggio di 4 stelle su 5, scrivendo che il film "è semplificato, più concentrato e persino più intimo del suo predecessore, impiegando solo una manciata di personaggi e una narrativa notevolmente ridotta".
Richard Roeper del Chicago Sun-Times è stato più critico nella sua recensione, assegnando 2 stelle su 4. Ha descritto il film come "marginalmente migliore dell'originale, con un impegno più deciso per l'angolo comico e Tom Hardy che si è chiaramente divertito molto", ma ha aggiunto: "questo veicolo esaurisce la benzina a metà dello sbadiglio di un climax." Brian Lowry della CNN ha descritto il film come "un sequel noioso, pieno di commedie prive di ispirazione e un combattimento di mostri in CGI che sembra trascinarsi per sempre". Barry Hertz di The Globe and Mail ha elogiato la scena dei titoli di coda del film, ma ha descritto il resto del film come "brutto, economico e stupido".

## Sequel
Nel dicembre 2021, in un'intervista con Collider, la produttrice Sony Amy Pascal ha confermato che il sequel, Venom: The Last Dance, era già in lavorazione. Il film è uscito nelle sale statunitensi il 25 ottobre 2024 e in italia il giorno prima. Il film è l’ultimo della trilogia dedicato al personaggio.